# 贝克大学
贝克大学（英語：Baker University）是一所位于美国堪萨斯州的私立大学。

## 历史
1858年建立，是堪萨斯州第一所四年制大学，隶属于联合循道会。

## 画廊

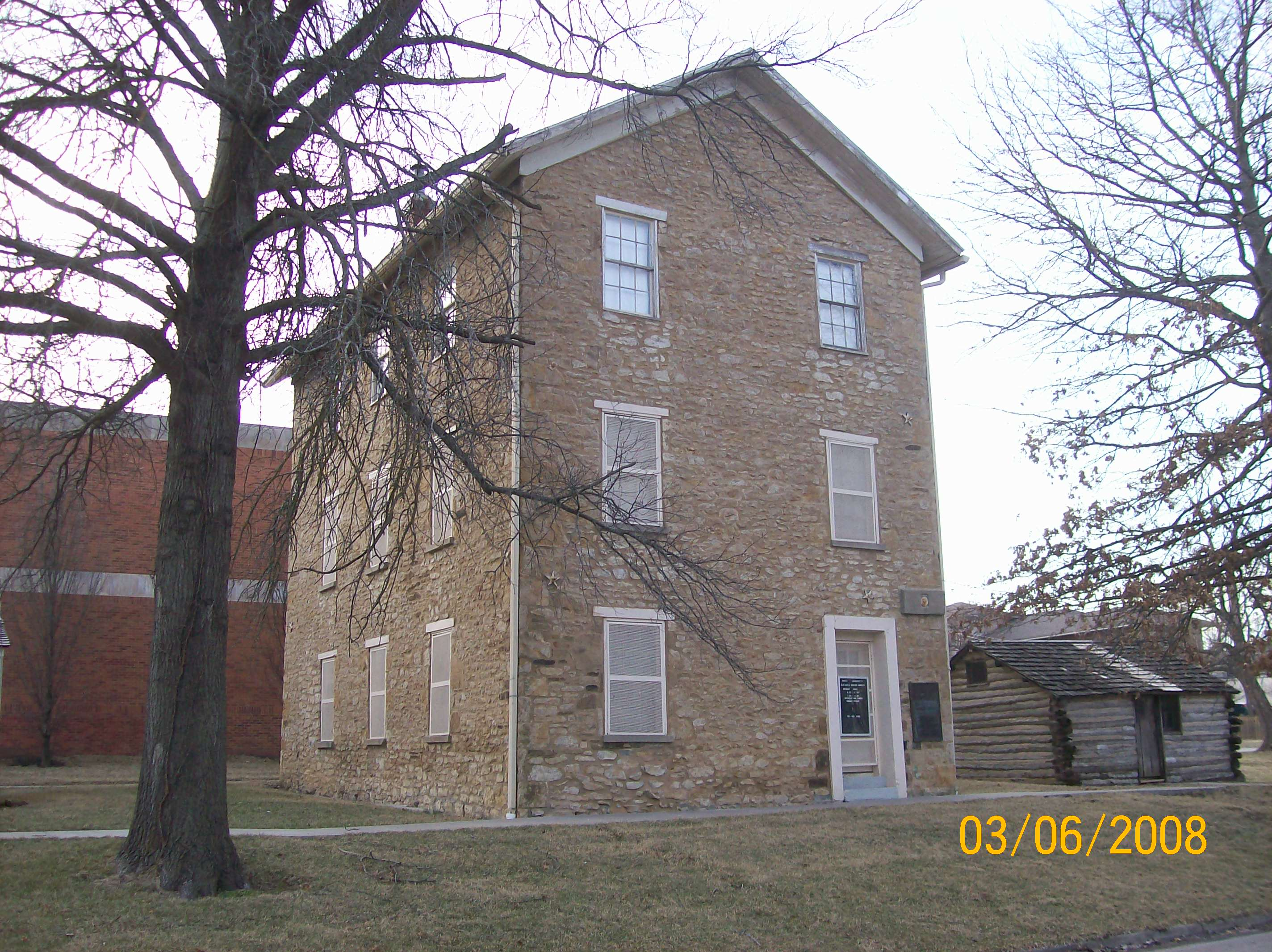
老城堡厅
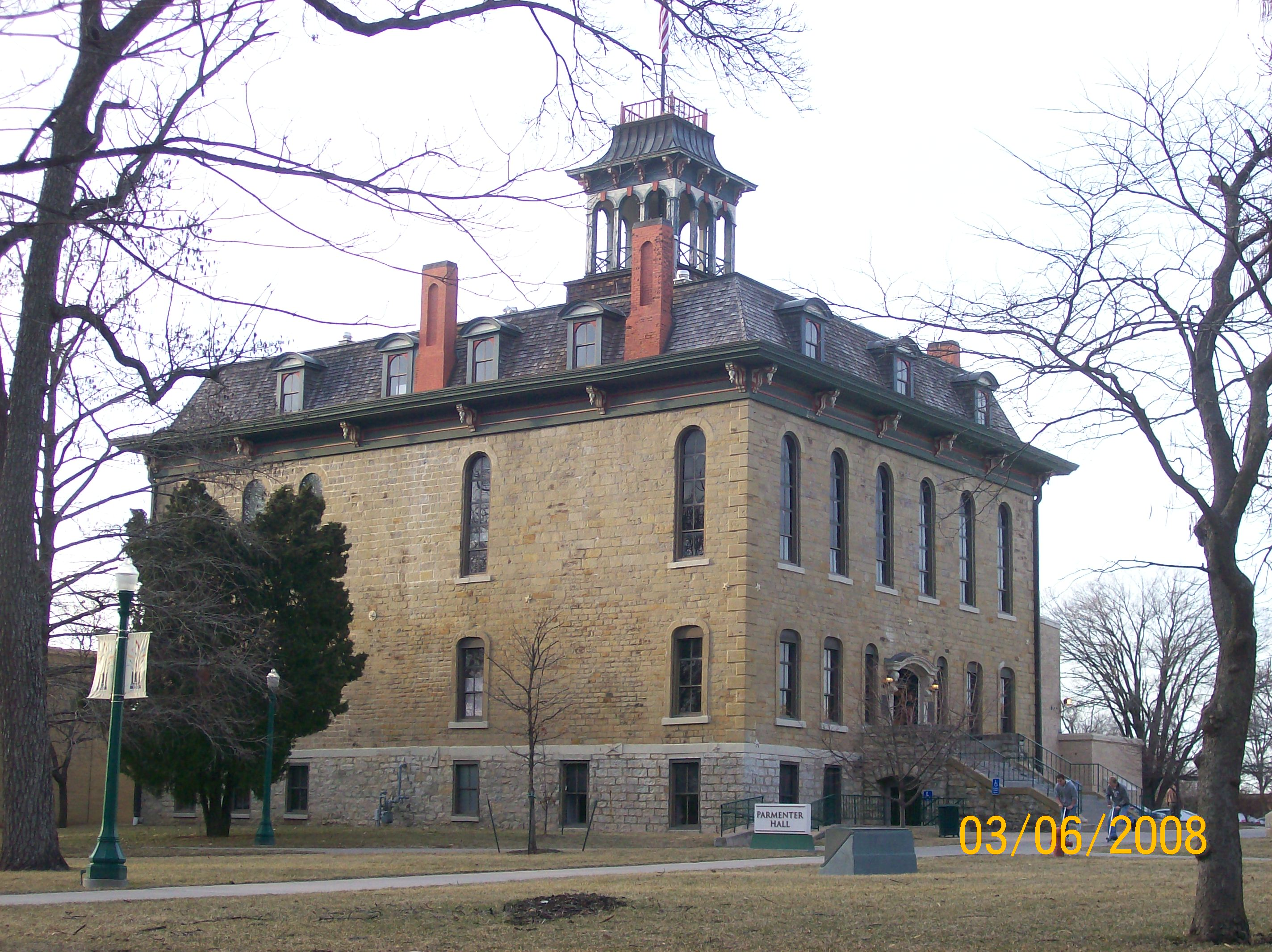
主教学楼
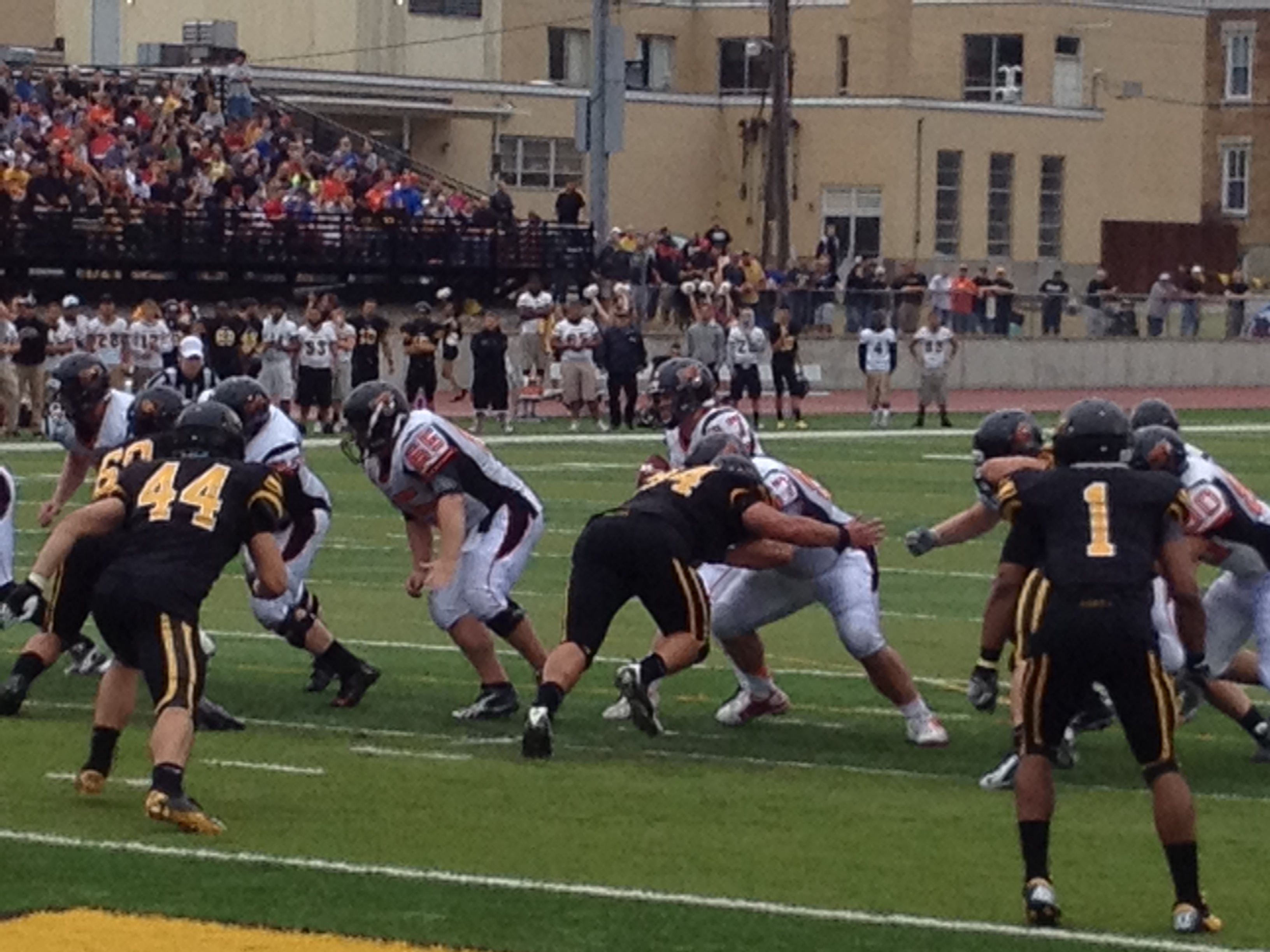
贝克野猫足球队
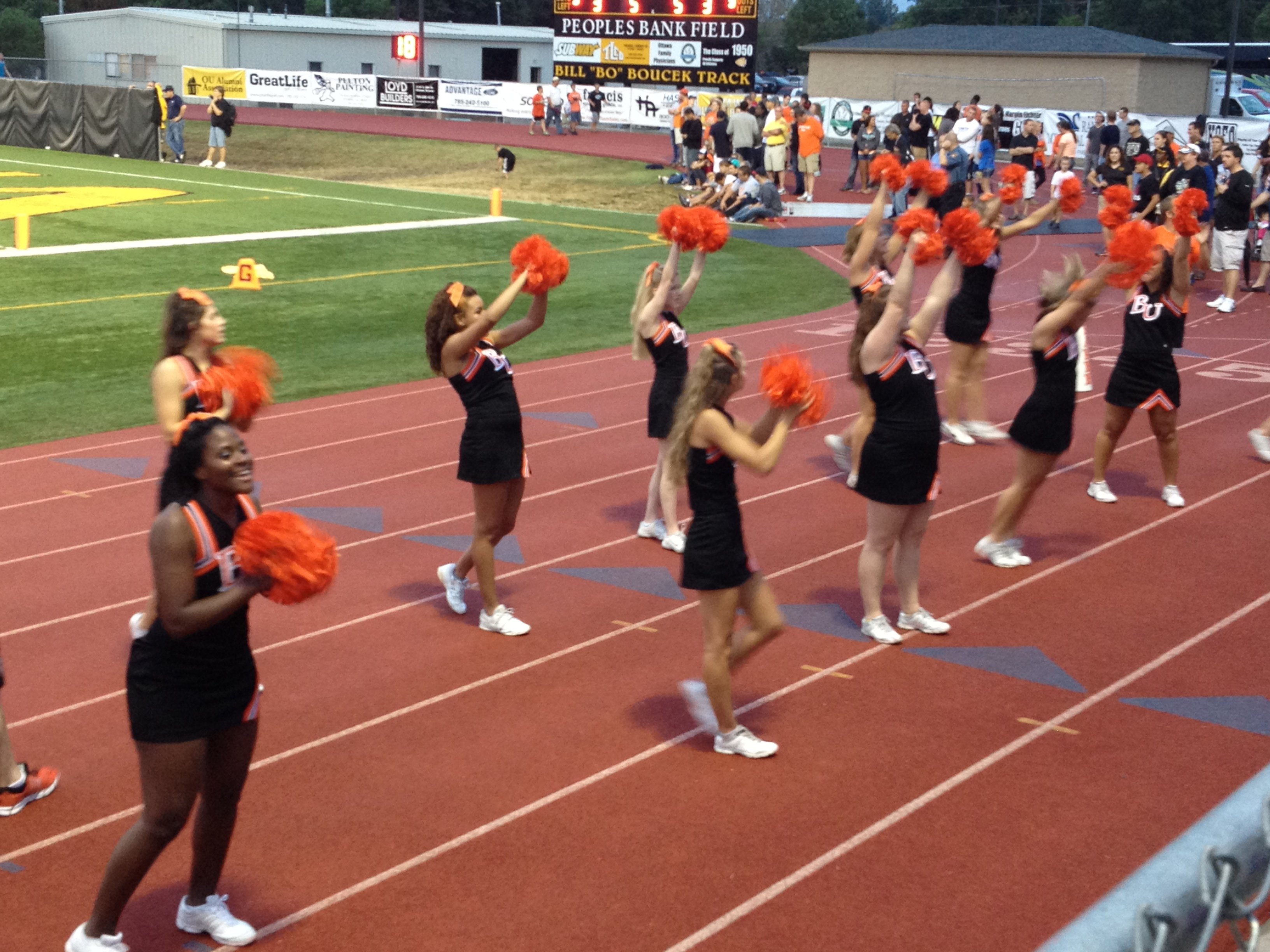
啦啦队